# Jarmila Jeřábková

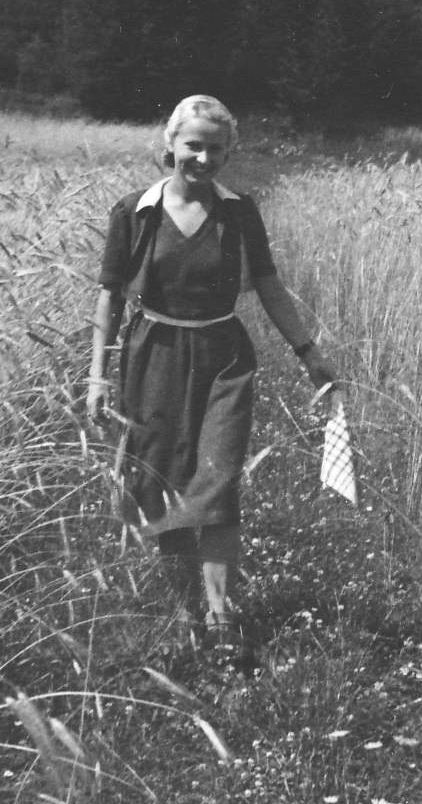
Jarmila Jeřábková à Ledce près de Nespeky, vers 1942

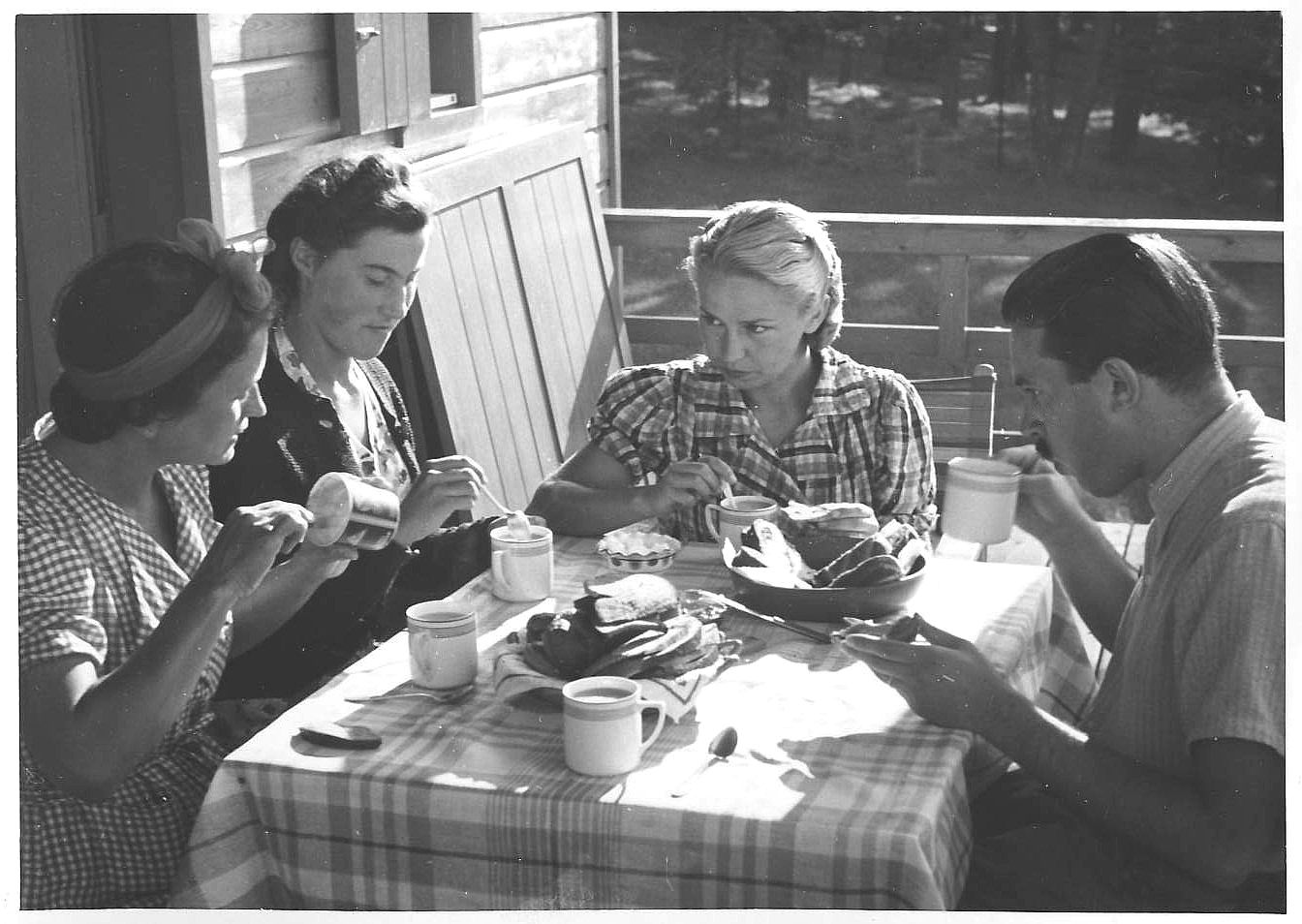
Jarmila Jeřábková, troisième à partir de la gauche, avec deux collègues danseurs et son mari Ing. Ladislav Mikulik

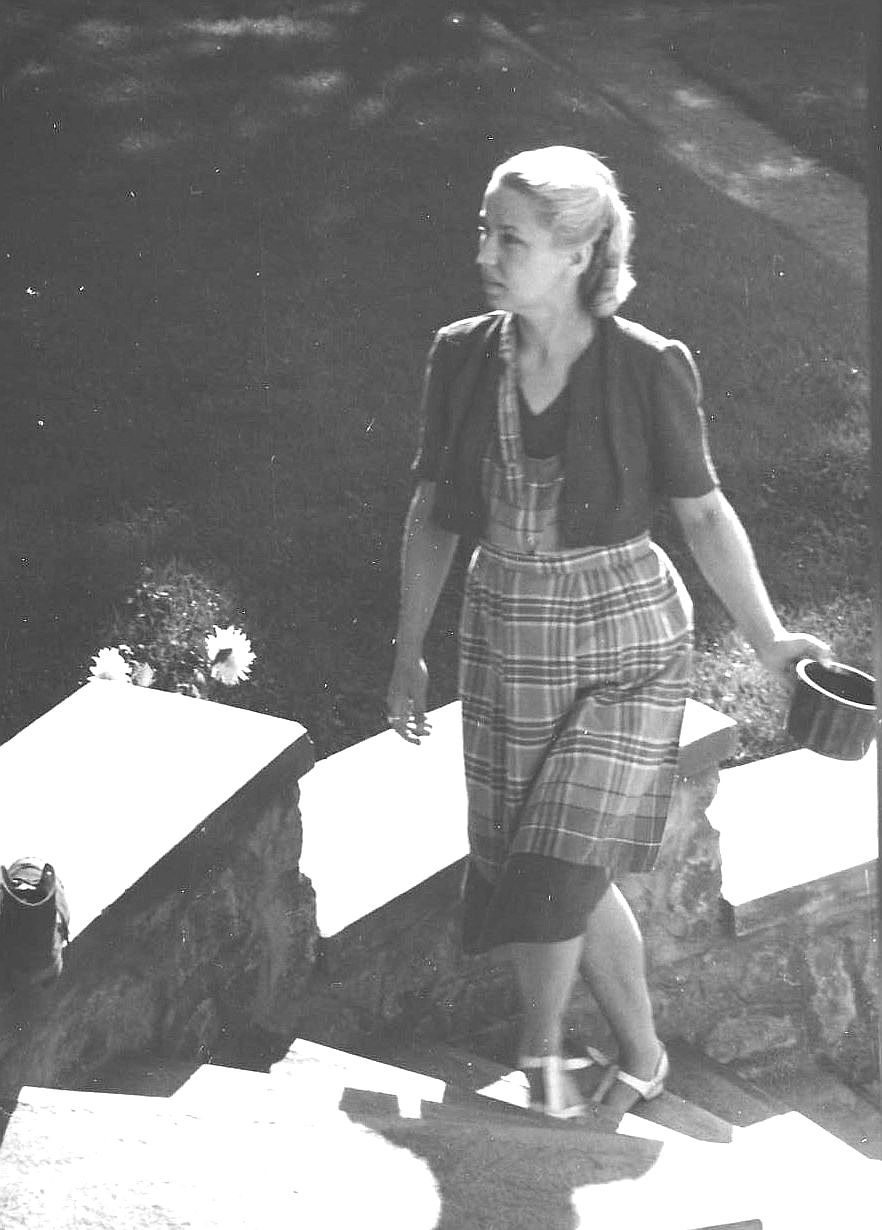
Jarmila Jeřábková en 1942

Jarmila Jeřábková, née le 8 mars 1912 à Prague, où elle est morte le 21 mars 1989, est une danseuse, chorégraphe et professeure de danse tchèque. Considérée comme une  pionnière de la danse moderne tchèque, elle enseigne la méthode d'Isadora Duncan depuis les années 1930 .

## Biographie
Son père est le violoniste František Jeřábek, chef de l'orchestre du Théâtre national. Sa mère étudie l'art et la musique à Munich. Jarmila Jeřábková s'intéresse au  Sokol, mouvement sportif de la jeunesse tchèque et suit des cours d'été de 1929 à 1932 au Château de Klessheim près de Salzbourg, où elle se forme à la danse auprès d'Elizabeth Duncan, sœur de la danseuse Isadora Duncan.
Bien que mariée à Ladislav Mikulík, elle conserve son nom de famille. Le couple a deux fils, Radvan et Zbyněk Mikulík.

## Carrière
À partir de 1932, Jeřábková enseigne la musique et la danse, d'abord à Slaný, puis à Prague. En 1937, son école prend le nom d'« École de danse artistique de Jarmila Jeřábková fondée sous la direction personnelle d'Elizabeth Duncan ». Comme les Duncan, elle organise des cours d'été de plein air au château de Velké Opatovice. De 1935 à 1948, elle monte des spectacles avec ses élèves à Prague et dans d'autres villes tchèques. Ces représentations comptent des danses slaves stylisées (interprétées sur la musique des Danses slaves d'Antonín Dvořák) et des œuvres accompagnant la musique du Chœur tchèque. Les membres du groupe comprenaient Onta Jankovská, Marta Horová, Dáša Bittnerová, Jarina Smoláková, Elvíra Mařatková, Dana Bořkovcová et Běla Dintrová. À la suite de la nationalisation socialiste, cette école est abolie en 1948, mais est ensuite relancée comme centre culturel ,.
À partir de 1949, Jeřábková effectue des activités d'enseignement et de recherche en posture corporelle, gymnastique, éducation physique et musique. Elle enseigne également la danse auprès d'enfants au Conservatoire d'État (1962-64).
Dans les années 1960, elle constitue à Prague un nouveau groupe de danse, invité en 1968 à se produire à l'académie Raymond Duncan à Paris. L'année suivante, le groupe présente son programme à Stuttgart lors d'une célébration du 90e anniversaire d'Isadora Duncan. Il danse aussi à Prague, Rakovník et Liptovský Mikuláš. En 1972, Jeřábková présente un programme de musique contemporaine et de danse au Divadlo komedie de Prague. Son groupe compte alors Eva Blažíčková, Živana Bonušová, L. Dyrová, Ljuba Eremiášová, Helena Metličková, Nea Nováková, Zdena Pilková, a Hana Pivovávco.

## Héritage
Jarmila Jeřábková meurt à Prague le 21 mars 1989. On lui attribue l'adoption de l'approche d'Isadora Duncan à Prague. Après sa mort, son ancienne collègue Eva Blažíčková continue de soutenir son travail .